# Mxg
Mxg bzw. MXG ist eine Software, die auf Mainframe- bzw. Hostrechnern läuft und System-Logs (SMF-Sätze) liest, analysiert und aufbereitet. Bei den Daten handelt es sich um System-Informationen (Log-Daten, CPU-Belastung, Zugriffe auf Datenbanken usw.).
Mxg wurde mit Hilfe der Statistiksoftware Base SAS implementiert.
Die Abkürzung MXG stammt von dem Buch „Merrill's eXpanded Guide for Computer Performance Evaluation Using the SAS System“. Geschrieben von H.W. Barry Merrill, 1984, Dallas - Texas, aufgelegt durch SAS Institute, war es eine Erweiterung des 1980 erschienenen Buchs „Merrill's Guide To Computer Performance Evaluation Using the SAS System“. Das Original hatte 395 Seiten, die Erweiterung bereits 867 Seiten. 1997 wurde das Buch ergänzt durch das „MXG Supplement“. Seit 1991 übernahm Merrill Consultants den Vertrieb von MXG. Von Beginn an bestand MXG zu einem wesentlichen Teil aus einer Sammlung von SAS Programmen. Im Laufe der Jahre ist die Ergänzung des physischen Buchs durch „MXG Supplements“ eingestellt worden, die Software inkl. Dokumentation ist nur noch als Download erhältlich.
Merrill Consultants wird geleitet von Judith S. Merrill, Vice-President-Partner und H.W. Barry Merrill, President-Programmer.